# Марин Диков
Марин Цветков Диков е български офицер (полковник), командир на танков полк от състава на Бронираната бригада през Втората световна война (1944).

## Биография
Марин Диков е роден на 26 април 1899 г. в с. Осиковица, Софийско. През 1922 г. завършва 41-ви випуск на Военно на Негово Величество училище в София и на 1 април 1922 г. е произведен в чин подпоручик. На 6 май 1925 г. е произведен в чин поручик, на 1 май 1934 г. – в чин ротмистър (капитан), на 6 май 1940 г. – в чин майор, на 6 май 1943 г. – в чин подполковник и на 10 септември 1944 г. – в чин полковник.
Минава през всички нива на военната служба, отначало като кавалерист във 2-ри конен полк, 5-и конен полк, 1-ви конен полк, а от 1941 г. – като танкист. Сред създателите на танковите войски в България. През 1943 г. е на обучение в Германия, в състава е на групата, която получава първите танкове Panzerkampfwagen IV, известни в България като „Майбах Т-IV“.
Като командир на танковия полк с действията си допринася за мирното и без жертви извършване на военния преврат на 8 срещу 9 септември 1944 г.
Като командир на Бронирания полк от Бронираната бригада участва в 15 сражения през първата фаза на войната (Власотинци, Лесковац, Подуево, Вучитрън, Митровица, разгрома на 7-а SS дивизия „Принц Ойген“). Под негово ръководство полкът дава 41 убити и загубва 20 танка (от всичко 121 машини от състава на полка) и главно поради съветите на своя помощник-командир (бивш ятак и помагач, но невеж във военните дейност). След войната е началник на отделение в отдел „Моторни превозни средства“
Уволнен от Българската армия на 26 август 1946 г. Следват изселвания, арести, въдворявания в трудово-възпитателни общежития (ТВО), трудови лагери („Куциян“, „Богданов дол“, „Белене“ – 2 пъти), лишаване от пенсия. Умира в София на 27 декември 1970 г.

## Отличия

### Ордени
- „За храброст“ IV степен 1 клас
- „Св. Александър“ IV степен
- „За военна заслуга“ V степен с корона
- „За заслуга“ сребърен
- „Александър Невски“

### Медали
- „Медал за участие в Европейската война (1915-1918)“, златен
- „за 10 г./20 г.отлична служба“